# 及川源七
及川 源七（おいかわ げんしち、1889年（明治22年）12月15日 - 1972年（昭和47年）4月30日）は、日本の陸軍軍人。最終階級は陸軍中将。

## 経歴
東京府出身。仙台陸軍地方幼年学校、陸軍中央幼年学校を経て、1911年（明治44年）5月、陸軍士官学校（23期）を卒業。同年12月、歩兵少尉に任官し歩兵第4連隊付となる。1920年（大正9年）11月、陸軍大学校（32期）を卒業した。
1921年（大正10年）4月、歩兵大尉に昇進し参謀本部付勤務となる。以後、参謀本部員、参謀本部付（支那研究員）、歩兵第26連隊付、歩兵第47連隊付、近衛歩兵第1連隊付、陸軍省人事局課員（恩賞課）などを務め、1934年（昭和9年）8月、歩兵大佐に昇進し歩兵第33連隊長に就任。
1936年（昭和11年）8月、人事局恩賞課長に転任。1938年（昭和13年）7月、陸軍少将に昇進し歩兵第9旅団長に発令され日中戦争に出征。広東作戦、南寧作戦などに参戦した。1940年（昭和15年）4月、興亜院華中連絡部次長に転じ、1941年（昭和16年）3月、陸軍中将に進んだ。興亜院総務長官心得兼政務部長を経て、1942年（昭和17年）11月、第23師団長に親補され満州に駐屯。1944年（昭和19年）1月、参謀本部付となり、同年3月、予備役に編入された。
1947年（昭和22年）11月28日、公職追放仮指定を受けた。

## 栄典
- 1941年（昭和16年）9月15日 - 従四位
- 1943年（昭和18年）10月1日 - 正四位

## 著作
- 『趣味の日清日露戦史』江戸書院、1926年。